# Seawaymax

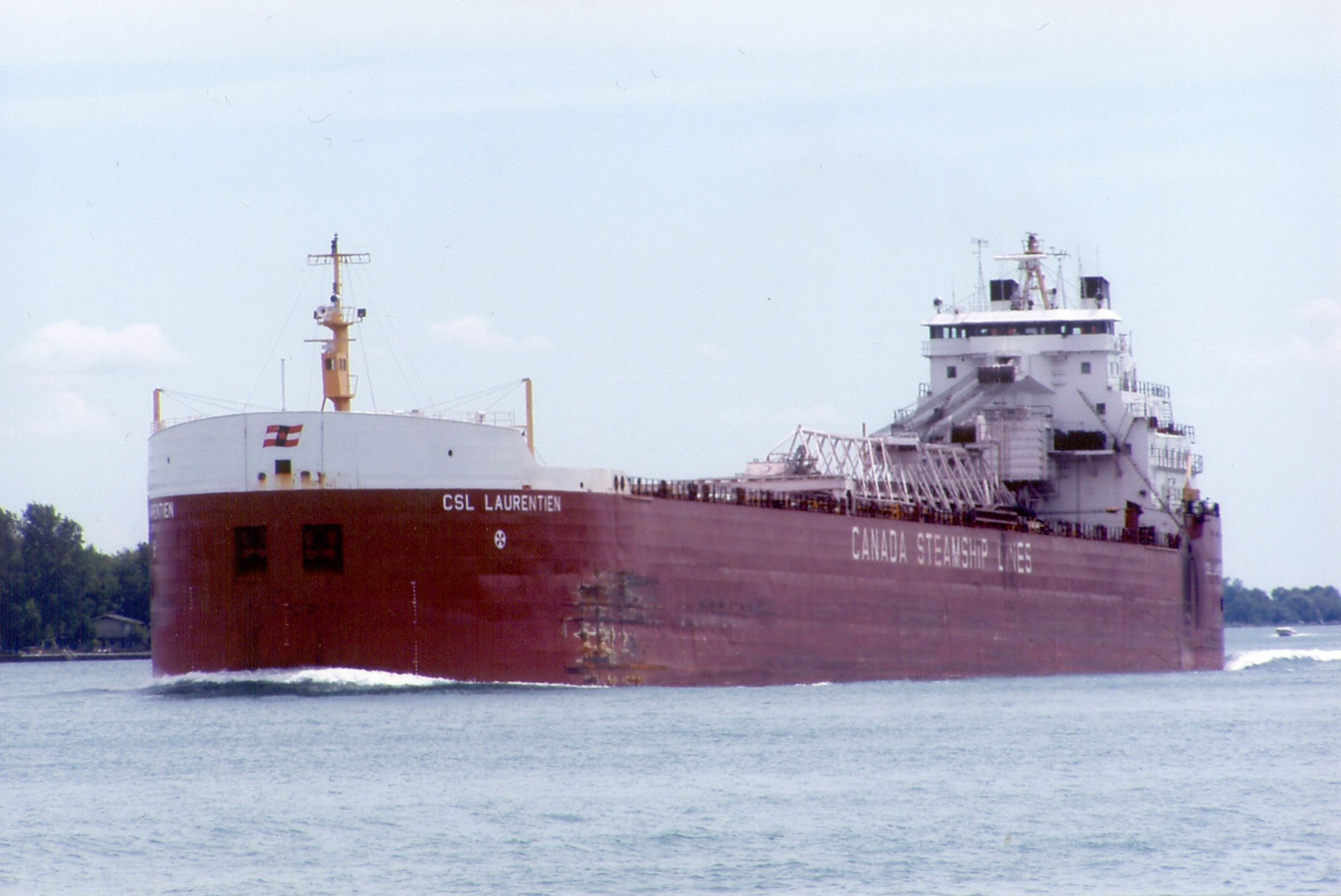
CSL Laurentien, un buque Seawaymax

Los buques Seawaymax tienen unas medidas máximas de 740 pies (225,6 m) de eslora, 78 pies (23,8 m) de manga, un calado de 26.51 pies (8.08 m) y un calado aéreo por encima de la línea de flotación de 116 pies (35,5 m). Un gran número de carguero con medidas mayores no puede pasar a través del canal Seaway que comunica los Grandes Lagos y el Océano Atlántico. El tamaño de las esclusas limita el tamaño de los buques que pueden pasar y así limita el tamaño de las cargas que pueden transportar. El tonelaje de registro bruto (TRB) o gross tonnelage (GT) (en inglés) de un buque en la vía marítima es 28.502 toneladas de mineral de hierro, mientras que el registro a través de las esclusas más grandes del Canal de los Grandes Lagos es 72.351 toneladas. La mayoría de los nuevos buques, sin embargo, se construyen para el límite Seawaymax para mejorar la versatilidad al permitir la posibilidad del uso fuera de los Lagos. El buque  SS Edmund Fitzgerald, fue famoso por su naufragio en 1975, fue el primer buque construido cerca de tamaño Seawaymax.